# Allirahu looduskaitseala
Rezerwat przyrody Allirahu (est. Allirahu looduskaitseala) – rezerwat przyrody obejmujący wyspę Allirahu w gminie Pihtla, prowincji Saare, Estonia. Rezerwat oznaczony jest kodem KLO1000146.
Rezerwat został założony w 2005 roku przez w celu ochrony rafy oraz otaczających ją akwenów morskich wraz z fauną i florą charakterystyczną dla tego obszaru.